# St. Vincent (film)
Pour les articles homonymes, voir Saint-Vincent.
Pour plus de détails, voir Fiche technique et Distribution.
St. Vincent est une comédie dramatique américaine réalisée par Theodore Melfi, sorti en 2014 dans la plupart des pays au cinéma et directement sur Netflix en France.

## Synopsis
Vincent, un ancien combattant retraité, alcoolique et adepte des jeux de hasard, se fait recruter par sa nouvelle voisine, mère célibataire, pour surveiller son jeune fils Oliver âgé de 12 ans. Les idées de Vincent pour animer les activités d'Oliver après l'école comprennent des virées dans des hippodromes et des clubs de striptease, mais ce tandem de fortune finit par s'entraider et à grandir ensemble, chacun à sa manière.

## Fiche technique
- Titre : St. Vincent
- Réalisation et scénario : Theodore Melfi
- Photographie : John Lindley
- Direction artistique : Michael Ahern
- Distribution des rôles : Laura Rosenthal
- Décors : Inbal Weinberg
  - Décors de plateau : Jasmine E. Ballou ; Graham Wichman (assistant)
- Costumes : Kasia Walicka-Maimone
- Montage : Sarah Flack et Peter Teschner (en)
- Musique : Theodore Shapiro
- Production : Peter Chernin, Theodore Melfi, Fred Roos et Jenno Topping (en)
  - Co-production : Ivana Schecter-Garcia
  - Production exécutive : G. Mac Brown, Don Cheadle, Kay Liberman, Dylan Sellers et Kathyn Tyus-Adair
  - Production associée : Don Block et Kimberly Quinn
- Sociétés de production : The Weinstein Company, Chernin Entertainment, Crescendo Productions et Goldenlight Films
- Sociétés de distribution :  The Weinstein Company •  Netflix
- Format : couleur – 1,85:1 – 35 mm — son Dolby Digital
- Genre : comédie dramatique
- Pays de production :  États-Unis
- Langues : anglaise et espagnole
- Budget : 13 millions de dollars [3]
- Durée : 102 minutes
- Dates de sortie : 
  - Canada : première au festival de Toronto le 5 septembre 2014
  - États-Unis : sortie limitée le 17 octobre 2014, sortie nationale le 24 octobre 2014
  - France : 24 octobre 2014 (vidéo à la demande)[4]

## Distribution
Version française = V.F.[réf. nécessaire] et Version québécoise = V.Q.
- Bill Murray (VFB : Jean-Michel Vovk ; VQ : Marc Bellier) : Vincent MacKenna
- Melissa McCarthy (VFB : Sophie Landresse ; VQ : Natalie Hamel-Roy) : Maggie Bronstein
- Jaeden Lieberher (VFB : Arthur Dubois ; VQ : Clifford Leduc-Vaillancourt) : Oliver Bronstein
- Naomi Watts (VFB : Delphine Chauvier ; VQ : Marika Lhoumeau) : Daka Paramova
- Chris O'Dowd (VFB : Michel Hinderyckx ; VQ : Frédéric Paquet) : Brother Geraghty
- Terrence Howard (VFB : Robert Guilmard) : Zucko
- Dario Barosso : Robert Ocinski
- Kimberly Quinn (VFB : Stéphanie Vondenhoff) : Ana
- Scott Adsit : David
- Ann Dowd : Shirley
- Nate Corddry : Terry
- Lenny Venito : Coach Mitchell
- Ray Iannicelli : Roger

## Production

### Développement

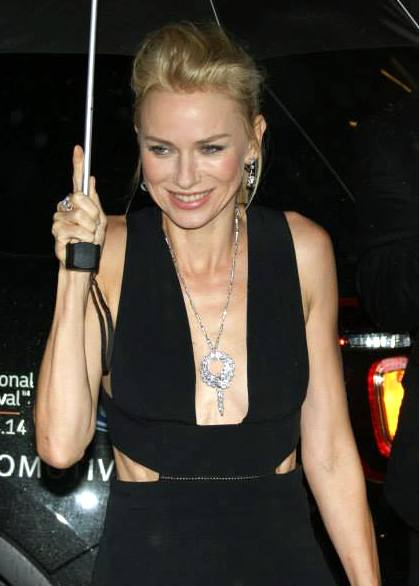
L'actrice Naomi Watts, à la première du film au Festival international du film de Toronto 2014.

Le scénario a été écrit en 2011 par Theodore Melfi, faisant partie de la Hollywood black liste des meilleurs scripts non produits de 2011,.
La rumeur courut que Jack Nicholson jouerait le rôle principal du film, mais Bill Murray signe pour tenir le rôle en juillet 2012. Le 11 mars 2013, Melissa McCarthy se voit offrir le rôle principal féminin et rejoint le casting. Le 22 mars 2013, Chris O'Dowd se joint au casting et jouera le rôle d'un prêtre catholique. Naomi Watts se joint au casting le 22 avril 2013 avec le rôle d'une prostituée russe. Le 19 juillet, Scott Adsit rejoint les équipes du casting et jouera le rôle de l'ex-mari du personnage de McCarthy.

### Tournage
Le tournage commence la première semaine de juillet 2013, avec des scènes à Brooklyn, et à Belmont Park dans le Comté de Nassau (New York).

### Marketing
La première bande annonce du film est mise en ligne le 1er juillet 2014.

### Sortie
En France, le film sort directement sur la plateforme de vidéo à la demande par abonnement Netflix, le 24 octobre 2014. Il ne sort pas en salle.
Aux États-Unis, la Weinstein Company a sorti le film en salle dès le 10 octobre 2014 dans un nombre de salles limité. La sortie généralisée du film en salle est fixée au 24 octobre 2014 sur le sol américain.
Le film remporte un certain succès financier rapportant au total 54 837 234 dollars au box office international soit quatre fois son budget .

## Distinctions

### Nominations
- Critics' Choice Movie Awards 2015 :
  - Meilleure comédie
  - Meilleur espoir pour Jaeden Lieberher
  - Meilleur acteur dans une comédie pour Bill Murray
  - Meilleure actrice dans une comédie pour Melissa McCarthy
- Golden Globes 2015 :
  - Meilleur film musical ou de comédie
  - Meilleur acteur dans un film musical ou une comédie pour Bill Murray
- Screen Actors Guild Awards 2015 : meilleure actrice dans un second rôle pour Naomi Watts